# Mount Washington (Massachusetts)
Mount Washington város az USA Massachusetts államában, Berkshire megyében. Lakosainak száma 160 fő (2020. április 1.).

## Népesség
A település népességének változása:

| 2010 | 167 |
| 2020 | 160 |